# Chilena laristana
Chilena laristana is een vlinder uit de familie spinners (Lasiocampidae). De wetenschappelijke naam van deze soort is voor het eerst geldig gepubliceerd in 1949 door Daniel.
De soort komt voor in tropisch Afrika.